# RayCrisis
RayCrisis (レイクライシス ReiKuraishisu?) es un juego arcade del género matamarcianos desarrollado y publicado en 1998 por Taito. Fue lanzado para PlayStation en el año 2000 como RayCrisis: Series Termination. Es la tercera entrega de la saga de videojuegos Ray, siendo una precuela de RayForce.

## Jugabilidad
La jugabilidad de RayCrisis está basada en la de RayForce, que presenta un punto de vista aéreo en tres dimensiones. El juego es un scrolling shooter (juego de disparos con desplazamiento de pantalla) vertical con temática de "infiltración de virus": el jugador juega como el virus informático Waverider, y los enemigos son los anticuerpos de Con-Human, programados para acabar con cualquier virus—incluyendo al jugador—dentro del sistema del superordenador.
Una mecánica llamada encroachmet es añadida, la cual causa perdida de puntos al jugador al llegar al 100%, haciéndolo confrontar a Dis-Human, conduciendo al peor final del juego. Si se alcanza a Dis-Human con un porcentaje menor al 20%, el jugador podrá derrotar a Infinity y obtener el final bueno. Este porcentaje incrementa según la cantidad de enemigos en pantalla, confrontando a Dis-Human e Infinity o cuando te encuentras con un gran anticuerpo. El porcentaje de encroachment puede ser reducido eliminando anticuerpos, acabando con anticuerpos más grandes (Dis-Human, Infinity), obteniendo objetos o tratando de no ser detectado por Con-Human.
El juego comienza en Self-Area, continuando con los siguientes escenarios: Emotion, Consciousness, Intelligence, Memory o Consideration, cada uno de ellos siendo una parte de la sintienza de Con-Human. Después de completar la cuarta etapa, Con-Human activa el control de emergencia debido a la destrucción que causas. Ahora el Waverider deberá luchar contra el anticuerpo Dis-Human e Infinity, el corazón de Con-Human.

## Trama
RayCrisis, siendo una precuela a RayForce, detalla los eventos ocurridos cuando la supercomputadora llamada Neuro-Computer Con-Human obtiene su propia sintiencia y se rebela contra sus creadores (humanos), el resultado directo del intento de una científica de crear un clon mental suyo e insertárselo a Con-Human. Ahora, contra el ataque masivo de las fuerzas de Con-Human que asedian la Tierra, exterminando y clonando humanos, un meca-neurólogo se conecta al sistema de Con-Human en un intento de tomar control de la máquina mediante los virus informáticos conocidos como Waveriders para recuperar control de la máquina y así detenerla para siempre, dando comienzo a la operación Raycrisis.
Aún tras las destrucción desde dentro de Con-Human, el daño causado es irreversible. Lo que queda de la raza humana se encuentra en colonias espaciales refugiados de la destrucción. Al final, años después, tras la inauguración del caza estelar X-LAY y de las naves de la flota, el comando Terran y el resto de humanos lanzan un último ataque contra Con-Human, quien ha convertido la Tierra en una esfera de metal. Este último asalto acaba con el fin de la amenaza cibernética, destruyendo el planeta en el proceso.

## Lanzamiento
En la versión de PlayStation, los escenarios 2, 3, y 4 pueden ser escogidos libremente, además de que se pueden jugar más de una vez en una misma partida. El modo original es añadido, el cual permite jugar todos los escenarios del juego y obtener objetos extra, pero no hay una opción de continuar si el jugador pierde todas sus vidas. Este port es el único que incluye una opción de personalización que permite escoger entre varios colores para la nave seleccionada por el jugador; las versiones para Android y arcade no incluyen esto, permitiendo únicamente ser al jugador 1 de color rojo y al 2 de color azul. La versión Japonesa del juego permitía la descarga de un juego llamado "Pocket Ray" para la PocketStation. Como la PocketStation no fue lanzada en los Estados Unidos, el juego para PocketStation fue eliminado de la versión americana por Working Designs.
El port para Windows 95 fue también distinto del de PlayStation.
Este juego fue empaquetado junto a RayStorm como parte de la recopilación de juegos Simple 1500 Series Vol. 75: The Double Shooting.

## Recepción
La versión de PlayStation recibió reseñas moderadas de acuerdo con la página web Metacritic. Chris Charla, de NextGen, dijo que el juego se "ve y se juega bien, pero si estás buscando el siguiente R-Type, mira en otro sitio." En Japón, Famitsu le dio una puntuación de 26 sobre 40.

También en Japón, Game Machine clasificó la versión arcade como el décimo juego más exitoso del año en su publicación del 1 de febrero de 1999.